# NGC 4157
NGC 4157 est une galaxie spirale intermédiaire relativement rapprochée, vue par la tranche et située dans la constellation de la Grande Ourse. NGC 4157 a été découverte par l'astronome germano-britannique William Herschel en 1788.

## Caractéristiques
La classe de luminosité de NGC 4157 est II et elle présente une large raie HI. Elle renferme également des régions d'hydrogène ionisé. 

### Distance
Sa vitesse par rapport au fond diffus cosmologique est de 963 ± 14 km/s, ce qui correspond à une distance de Hubble de 14,20 ± 1,01 Mpc (∼46,3 millions d'al).
À ce jour, 31 mesures non basées sur le décalage vers le rouge (redshift) donnent une distance de 17,113 ± 3,064 Mpc (∼55,8 millions d'al), ce qui est à l'intérieur des valeurs de la distance de Hubble. Cependant, cette galaxie est relativement rapprochée du Groupe local. On obtient souvent des distances assez différentes pour les galaxies rapprochées en se basant sur le décalage en raison du mouvement propre de ces galaxies dans le groupe où l'amas où elles sont situées. Notons que c'est avec la valeur moyenne des mesures indépendantes, lorsqu'elles existent, que la base de données NASA/IPAC calcule le diamètre d'une galaxie.

### Morphologie

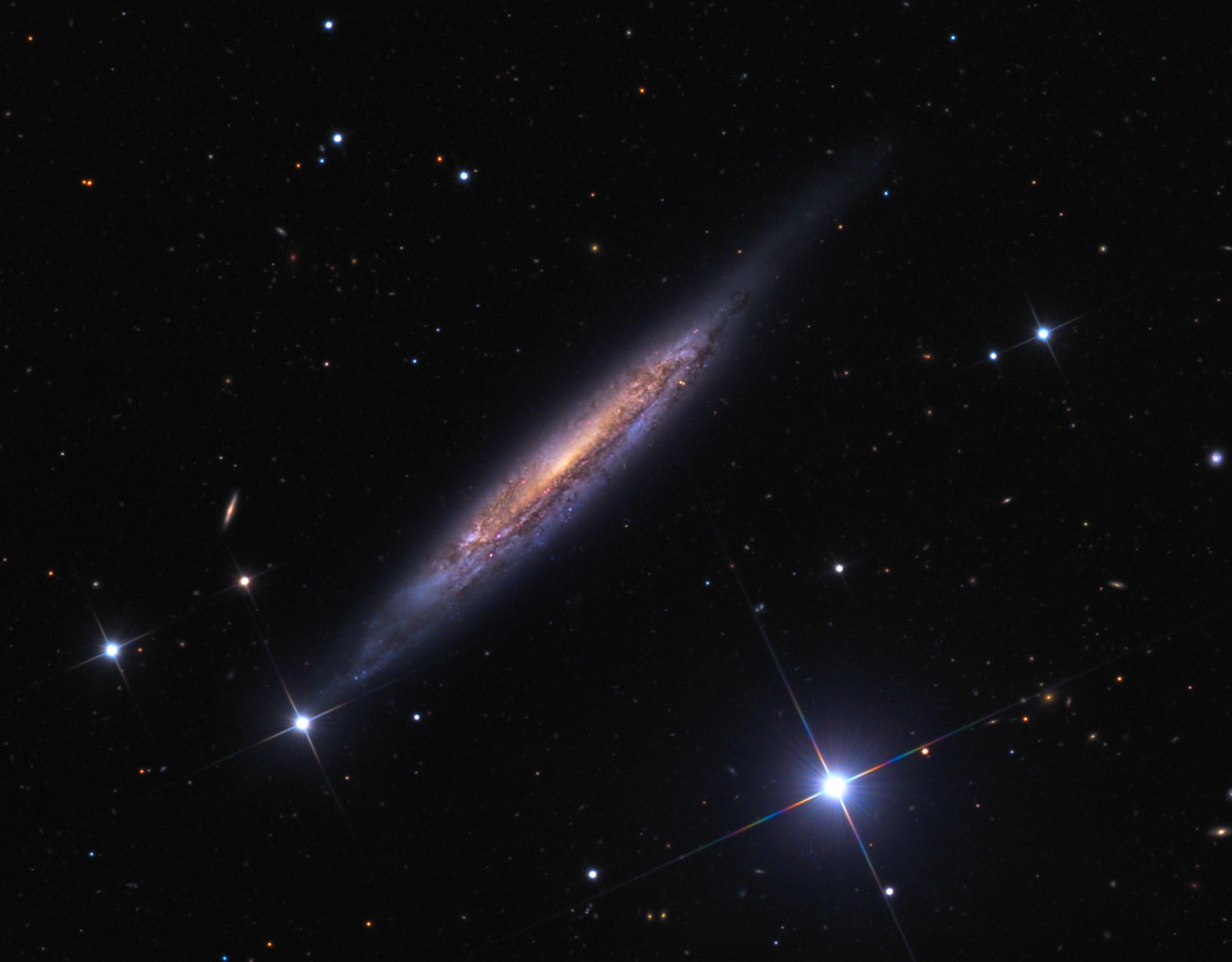
NGC 4157 en lumière visible par Adam Block (Observatoire du mont Lemmon/Université de l'Arizona).
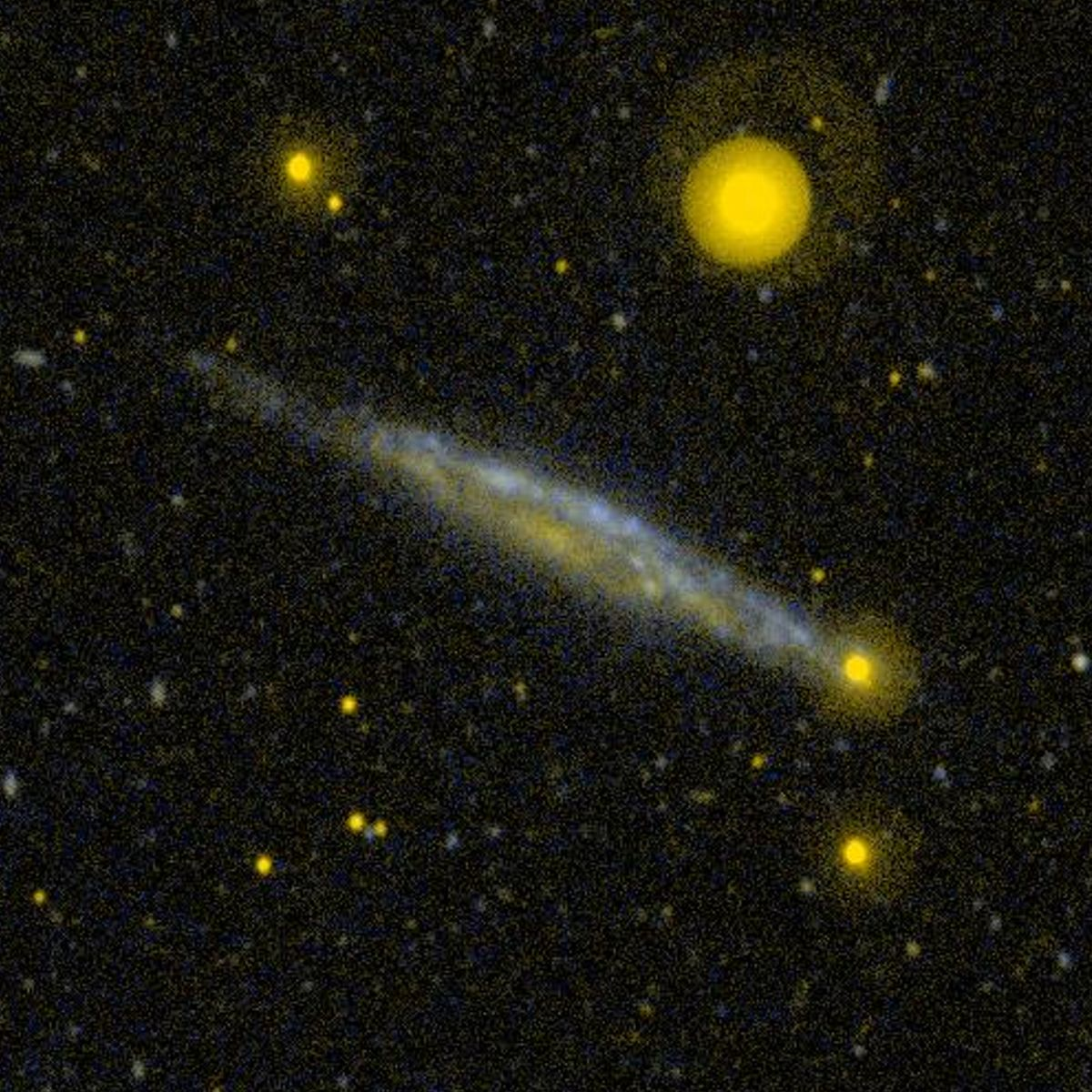
NGC 4157 en ultraviolet par GALEX.

NGC 4157 a été utilisée par Gérard de Vaucouleurs comme une galaxie de type morphologique Sc sp dans son atlas des galaxies,.

### Luminosité dans l'infrarouge
La luminosité de la galaxie NGC 4157 dans l'infrarouge lointain (de 40 à 400 µm)  est égale à 1,07 × 1010 {\displaystyle L_{\odot }} (1010,03{\displaystyle L_{\odot }}) et sa luminosité totale dans l'infrarouge (de 8 à 1 000 µm) est de 1,32 × 1010 {\displaystyle L_{\odot }} (1010,12{\displaystyle L_{\odot }}).

## Supernova
Trois supernovas ont été découvertes dans NGC 4157 : SN 1937A, SN 1955A et SN 2003J.

### SN 1937A
Cette supernova a été découverte le 16 février 1937 par l'astrophysicien américano-suisse Fritz Zwicky. Le type de cette supernova n'a pas été déterminé.

### SN 1955A
Cette supernova a aussi été découverte le 14 avril 1955 également par Fritz Zwicky. Le type de cette supernova n'a pas été déterminé.

### SN 2003J
Cette supernova a été découverte le 11 janvier 2003 par l'astronome amateur américain Tim Puckett, par l'astronome amateur canadien Jack Newton et par l'astronome amateur l'astronome amateur japonaise Reiki Kushida. Cette supernova était de type II. 

## Groupe de M109 et de M101
NGC 4157 fait partie d'un vaste groupe de galaxies qui compte au moins 41 membres, le groupe de M109 (NGC 3992). On retrouve parmi ses membres les galaxies NGC 3726, NGC 3782, NGC 3870, NGC 3877, NGC 3893, NGC 3896, NGC 3917, NGC 3922, PGC 37217 (identifié faussement à NGC 3924), NGC 3928, NGC 3931, NGC 3949, NGC 3953, NGC 3985, M109 (NGC 3992), NGC 4010, NGC 4026, NGC 4085, NGC 4088, NGC 4102, NGC 4142, NGC 4157, NGC 4217 et NGC 4220.
D'autre part, dans un article publié en 1998, Abraham Mahtessian NGC 4157 fait aussi partie d'un groupe plus vaste qui compte plus de 80 galaxies, le groupe de M101. Plusieurs galaxies de la liste de Mahtessian se retrouvent également dans d'autres groupes décrits par A.M. Garcia, soit le groupe de NGC 3631, le groupe de NGC 3898, le groupe de M109 (NGC 3992), le groupe de NGC 4051, le groupe de M106 (NGC 4258) et le groupe de NGC 5457.
Plusieurs galaxies des six groupes de Garcia ne figurent pas dans la liste du groupe de M101 de Mahtessian. Il y a plus de 120 galaxies différentes dans les listes des deux auteurs. Puisque la frontière entre un amas galactique et un groupe de galaxie n'est pas clairement définie (on parle de 100 galaxies et moins pour un groupe), on pourrait qualifier le groupe de M101 d'amas galactique contenant plusieurs groupes de galaxies.

## Amas de la Grande Ourse et superamas de la Vierge
Les groupes de M101 et de M109 font partie de l'amas de la Grande Ourse, l'un des amas galactiques du superamas de la Vierge.